# SLC25A28
SLC25A28 (англ. Solute carrier family 25 member 28) – білок, який кодується однойменним геном, розташованим у людей на 10-й хромосомі. Довжина поліпептидного ланцюга білка становить 364 амінокислот, а молекулярна маса — 39 272.
| 10         |  | 20         |  | 30         |  | 40         |  | 50         |
| ---------- |  | ---------- |  | ---------- |  | ---------- |  | ---------- |
| MELEGRGAGG |  | VAGGPAAGPG |  | RSPGESALLD |  | GWLQRGVGRG |  | AGGGEAGACR |
| PPVRQDPDSG |  | PDYEALPAGA |  | TVTTHMVAGA |  | VAGILEHCVM |  | YPIDCVKTRM |
| QSLQPDPAAR |  | YRNVLEALWR |  | IIRTEGLWRP |  | MRGLNVTATG |  | AGPAHALYFA |
| CYEKLKKTLS |  | DVIHPGGNSH |  | IANGAAGCVA |  | TLLHDAAMNP |  | AEVVKQRMQM |
| YNSPYHRVTD |  | CVRAVWQNEG |  | AGAFYRSYTT |  | QLTMNVPFQA |  | IHFMTYEFLQ |
| EHFNPQRRYN |  | PSSHVLSGAC |  | AGAVAAAATT |  | PLDVCKTLLN |  | TQESLALNSH |
| ITGHITGMAS |  | AFRTVYQVGG |  | VTAYFRGVQA |  | RVIYQIPSTA |  | IAWSVYEFFK |
| YLITKRQEEW |  | RAGK       |  |            |  |            |  |            |

A: Аланін

C: Цистеїн

D: Аспарагінова кислота

E: Глутамінова кислота

F: Фенілаланін

G: Гліцин

H: Гістидин

I: Ізолейцин

K: Лізин

L: Лейцин

M: Метіонін

N: Аспарагін

P: Пролін

Q: Глутамін

R: Аргінін

S: Серин

T: Треонін

V: Валін

W: Триптофан

Задіяний у таких біологічних процесах, як транспорт іонів, транспорт заліза, транспорт, альтернативний сплайсинг. 
Білок має сайт для зв'язування з іоном заліза. 
Локалізований у мембрані, мітохондрії, внутрішній мембрані мітохондрії.